# Carlsberg Sverige
Carlsberg Sverige Aktiebolag är ett svenskt bryggeri som är dotterbolag till den danska bryggerikoncernen Carlsberg A/S.

## Historik
Carlsberg grundades år 1847 av J. C. Jacobsen men Carlsberg Sverige bildades år 2001 efter en sammanslagning av Pripps och Falcon, som båda hade köpts upp av det danska bryggeribolaget. Företaget har starka internationella och lokala varumärken som bland annat Carlsberg, Falcon, Pripps Blå, Ramlösa, Pepsi och Festis. 
Företaget har två produktionsorter; Falkenberg specialiserad på öl och Ramlösa vattenfabrik. Huvudkontoret finns i Solna beläget i Arenastaden bredvid Friends Arena. I koncernen ingår även experimentbryggeriet Backyard Brewery. Carlsberg Sverige startade 2012 , tillsammans med Brooklyn Brewery och D. Carnegie mikrobryggeriet, Nya Carnegiebryggeriet i Hammarby Sjöstad . 

## CSR
Carlsbergkoncernen undertecknade i maj 2008 FN:s Global Compact (UNGC). Carlsberg stöder genom Sveriges Bryggeriers kampanj "Prata om alkohol" och arbetar aktivt med ett stort antal branschgemensamma frågor för att bland annat verka för en sund dryckeskultur och att ungdomsåren ska vara befriade från alkohol. År 1999 blev Carlsberg Sverige ISO 14001-certifierade.
Under perioden 2010-2012 minskade Carlsberg Sverige sin energiförbrukning (räknat på naturgas och el) med nästan 10 % medan dess vattenförbrukning var oförändrat låg.